# آلفرد کروبر
آلفرد لوئیس کروبر (۱۱ ژوئن ۱۸۷۶ در شهر هوبوکن ایالت نیوجرسی -۵ اکتبر ۱۹۶۰، انسان‌شناسی فرهنگی آمریکایی بود. او تحت نظارت فرانتس بوئاس، در سال ۱۹۰۱ موفق به کسب مدرک دکترا در رشته انسان‌شناسی از دانشگاه کلمبیا شد که این اولین دکترا در این رشته در آن دانشگاه بود. او همچنین اولین استادتمامی بود که در گروه انسان‌شناسی دانشگاه کالیفرنیا، برکلی مشغول تدریس و پژوهش شد. او نقش کامل و انکارناپذیری در افتتاح و توسعه موزه انسان‌شناسی برکلی داشت و از سال ۱۹۰۹ تا ۱۹۴۷ ریاست آن را بر عهده داشت. کروبر، اطلاعات کامل و با جزئیاتی از ایشی، آخرین بازمانده قوم یاما داشت چون سال‌ ها روی آنها پژوهش انجام‌ داده‌ بود.